# 니시무라 쇼
니시무라 쇼(일본어: 西村 翔, 2001년 6월 7일~)는 일본의 축구 선수이다.

## 구단 경력
그는 J1리그의 감바 오사카에 입단했다. 2019년 J3리그의 감바 오사카 U-23에서 뛰었다.